# Sungai Rambai (Senyerang)
Sungai Rambai is een bestuurslaag in het regentschap Tanjung Jabung Barat van de provincie Jambi, Indonesië. Sungai Rambai telt 3973 inwoners (volkstelling 2010).